# Zbigniew Ruciński (poeta)
Zbigniew Ruciński (ur. 27 lipca 1935 w Bełzu, zm. 14 listopada 1993 w Warszawie) – polski poeta.
Ukończył studia na Wydziale Medycznym Akademii Medycznej w Warszawie. W 1982 uzyskał stopień doktora habilitowanego nauk medycznych. Debiutował jako poeta w 1959 roku na łamach dziennika "Słowo Powszechne". Był pracownikiem Instytutu Kardiologii (w Aninie).

## Twórczość poetycka - tomiki poezji
- Deszcz
- Śnieżne lichtarze
- Minuta milczenia
- Moje rozdroża
- Zmowa cieni